# Galapagodinus franzi
Galapagodinus franzi es una especie de arácnido del orden Pseudoscorpionida de la familia Olpiidae.

## Distribución geográfica
Se encuentra en las Islas Galápagos.